# Danh sách nhân vật trong Thế giới kỳ diệu của Gumball

Gia đình Watterson ở phía bên ngoài nhà của họ. Từ trái sang phải: Gumball, Nicole, Richard, Anais (Daisy) và Darwin.

Thế giới kỳ diệu của Gumball là một loạt Phim hài, Hoạt hình truyền hình của Anh - Mỹ có một hệ thống nhân vật rất lớn gồm cả nhân vật chính và phụ- những người dân cư trú tại thành phố hư cấu Elmore. Bộ phim chủ yếu xoay quanh cuộc sống của Gumball Watterson (lồng tiếng: Logan Grove, mùa 1,2; Jacob Hopkins, mùa 3 trở đi), một chú mèo 12 tuổi cùng em trai nuôi của mình - người bạn thân thiết nhất Darwin (lồng tiếng bởi Kwesi Boakye, mùa 1-2; Terrell Ransom, Jr, mùa 3 trở đi), em gái Anais (Kyla Rae Kowalewski), bố Richard (Dan Russell) và mẹ Nicole (Teresa Gallagher). Các học sinh của trường Trung học Elmore cũng góp phần quan trọng trong thành công của loạt phim. Ben Bocquelet đã sáng tạo ra Thế giới Kì diệu của Gumball trong khi làm một nghệ sĩ quảng bá thương hiệu Cartoon Network Development Studio Europe, và tạo nên các nhân vật trong phim dựa vào bản phảo thác của chúng trên những tấm bìa quảng cáo.

## Nhân vật chính

### Gumball Watterson
Gumball Tristopher Watterson (Tên thật cũ là Zach) (Được lồng tiếng bởi Logan Grove trong seasons 1-3, Jacob Hopkins trong seasons 3-5 và Nicolas Cantu trong season 5 trở đi): Gumball là một chú mèo 12 tuổi màu xanh đã nhiều lần đưa mình vào tình huống rắc rối. Gumball có tính cách tinh nghịch và thông minh. Bằng chứng là Gumball diễn đạt câu từ rất trôi chảy và hoạt bát, trí tưởng tượng cực kỳ phong phú. Mặc dù vậy Gumball luôn luôn nóng vội và không phải là kẻ khôn ngoan, mọi kế hoạch của cậu thường dẫn cậu ta vào rắc rối. Cậu phải lòng với Penny, 1 người bạn học cùng lớp, bố cô là Fitzgerald. Cô hay chia sẻ những cảm xúc tương tự cho cậu - tuy nhiên, cả hai đều đấu tranh để thể hiện đúng cảm xúc của mình dành cho nhau. Gumball thường không thực hiện được những nhiệm vụ rất đơn giản và là người có khả năng lãnh đạo rất tồi. Mặc dù hành vi hay nổi giận, cậu vẫn trung thành, nghiêm túc và tốt bụng.

### Darwin Watterson
Darwin Raglan Caspian Ahab Poseidon Nicodemius Watterson III (Được lồng tiếng bởi Kwesi Boakye trong seasons 1-3, Terrell Ransom Jr. trong seasons 3-5, Donielle T. Hansley Jr. trong seasons 5-6 và Christain J. Simon trong season 6): Darwin, một con cá vàng 10 tuổi, là người bạn thân nhất và là em trai nuôi của Gumball. Ban đầu Darwin là thú cưng của Gumball, sau này Darwin mọc chân và trở thành thành viên của gia đình Watterson. Do bất ngờ về thế giới của mình, cậu cả tin hơn các nhân vật khác. Cậu dễ dàng bị cuốn hút và hay sợ hãi những điều đơn giản. Cậu rất thích cô bạn Carrie, 1 hồn ma cùng trường. Gumball đôi khi gây ảnh hưởng xấu cho Darwin, song cậu rất trung thành với Gumball và giúp Gumball thoát ra khỏi tình huống khó khăn. Trong tập phim "Sidekick" Darwin được coi là "người giám hộ", là người giúp cho Gumball không đưa ra những quyết định sai trái. 

### Anais Watterson
Anais Watterson (Được lồng tiếng Kyla Rae Kowalewski): Một cô thỏ màu hồng, Anais là em gái 4 tuổi của Gumball và Darwin. Cô ấy vô cùng thông minh, thông minh hơn so với tuổi của mình, đến mức mà cô học vượt lên trên cả trình độ Trung học của trường Elmore với 2 anh trai mình. Gumball không thích cô vì cô luôn nói cho cậu ấy biết phải làm gì, nhưng dù sao cậu cũng yêu quý cô và thừa nhận ý định tốt của cô. Mặc dù thông minh nhưng cô vẫn có hành vi của trẻ con, điển hình là đã cố gắng để phù hợp với Gumball và Darwin nhiều lần trong "The Dump". 

## Gia đình mở rộng

### Nicole Watterson
Doctor Nicole Watterson (họ cũ: Senicourt) (Được lồng tiếng bởi Teresa Gallagher): Nicole là một cô mèo 43 tuổi, mẹ của Gumball, Darwin và Anais, người chịu trách nhiệm bảo vệ gia đình, làm  các công việc nội trợ và làm việc nhiều giờ tại Nhà máy Rainbow. Là người tham công tiếc việc, cô thường làm quá chuyện và hay nổi cáu. Cô đóng vai trò như một người hướng dẫn cho Gumball và Darwin khi họ thấy khó khăn với tai nạn bất ngờ. Nicole là một bậc thầy võ thuật, rất nhanh nhẹn và linh hoạt. Điều đó thể hiện qua tập "The Fight", khi biết Gumball bị bắt nạt bởi Tina Rex, Nicole đã chỉ đạo Tina ngồi xuống làm lành với Gumball và gặp bố Tina rồi cho ông một trận đến đổ nhà vì đã xúc phạm Nicole. Tên thật của Nicole là Doctor được nhắc đến trong tập "The Parents", còn Nicole chỉ là tên đệm của cô

### Richard Watterson
Richard Buckley Watterson (Được lồng tiếng bởi Dan Russell): Một ông bố thỏ màu hồng 43 tuổi, bố của Gumball, Darwin và Anais, Richard dành phần lớn thời gian của mình ngủ, ăn uống, và xem truyền hình. Được gọi là "người lười nhất Elmore" kể từ năm 1983, ông luôn thèm ăn và là một người ăn tham ăn. Ông quan tâm sâu sắc đối với gia đình của mình mặc cho bản tính hơi ngốc nghếch.

### Frankie Watterson
Frankie Watterson (lồng tiếng bởi Rich Fulcher): là một con chuột và là chồng cũ của bà Jojo và là cha của Richard, người đã bỏ rơi họ một thời gian dài trước đây. Trong "The Signature", sau khi căn hộ của mình đã bị chiếm hữu do giá thuê quá hạn của mình, ông trở về với gia đình Watterson, ông đoàn tụ với Richard chỉ để lừa đảo để sỡ hữu nhà. Nhà Watterson ngăn chặn ông ta, trong khi Frankie nhìn lại ngày ông rời con trai mình. Sau đó, ông quyết định đoàn tụ cùng cả gia đình Watterson. Trong "The Outside", Frankie đến thăm, nhưng bị đối xử như một tù nhân, vì một sự hiểu lầm.

### Jonna Watterson
Joanna "Granny Jojo" Watterson (lồng tiếng bởi Sandra Dickinson): là bà nội 63 tuổi của nhà Watterson và cũng là mẹ của Richard. Bà là một con thỏ màu hồng, nói giọng New York. Trong mùa 1 tập phim "The Kiss", bà được mô tả là phiền toái chung với gia đình, Nicole và Richard luôn luôn rời khỏi nhà bất cứ khi nào bà ấy thăm một lần. Bà từng kết hôn với một con chuột tên là Frankie Watterson, đã bỏ rơi bà và Richard mà lấy cớ đi ra ngoài để mua sữa suốt 33 năm; sau đó bà tái hôn với Louie, một công dân địa phương già của Elmore, trong "The Signature", Richard không chấp thuận cuộc hôn nhân này.

### Louie Watterson
Louie Watterson (lồng tiếng bởi Shane Rimmer): là một con chuột 72 tuổi, là bạn trai của Jonna Watterson (sau này là vợ chồng) và là bố dượng của Richard Watterson. Ông ấy xuất hiện lần đầu tiên trong tập phim "The Debt" của mùa đầu tiên.

## Nhân vật phụ

### Trường trung học Elmore

#### Học sinh trường trung học Elmore

Một số học sinh của Trường trung học Elmore tập trung tại nhà ăn ở trường. Đây là hệ thống các nhân vật gồm một loạt động vật khác nhau và chủ yếu xuất hiện ở xung quanh các câu chuyện của Gumball.

Penny Fitzgerald là một hạt lạc sống. Cô là bạn gái của Gumball. Cô là đội trưởng nhóm cổ động viên và là thành viên đội bơi nghệ thuật ở trường. Penny và Gumball đã cố hôn nhau 2 lần, nhưng trong phút cuối nhưng bị tiếng còi xe của bố Richard chặn lại trong tập "The Date" và ở ngôi nhà trên cây nhưng bị Banana Joe chặt đổ trong tập "The Pressure". Bố của Penny chưa bao giờ tin tưởng Gumball vì vụ cả gia đình Gumball đón Penny một cách kì quặc trong tập "The Knight" cho đến khi Gumball cứu Penny khỏi vụ tai nạn xe do Tobias Wilson gián tiếp gây nên. Penny giờ không là hạt lạc nữa (mùa 3 trở đi) mà cô đã trở thành một nàng tiên như trong truyện cổ tích sau khi bị Gumball vô tình làm nứt vỏ của cô. Cô thay đổi thành nhiều con quái vật khác nhau vì cô nghĩ mình không tuyệt vời trong mắt Gumball, cho đến khi Gumball hôn Penny, cô đã trở lại nàng tiên trong tập "The Shell". Đó là lần hôn thành công đầu tiên của Gumball và Penny.
Tobias Wilson là một con gấu hình người nhiều màu sắc, là nhân vật rất quan tâm nhiều đến thể thao và sở hữu một sự tự tin đến mức hống hách. Cậu ta nghĩ mình là một người khỏe mạnh, mặc dù thực tế khá yếu. Cậu xuất thân từ 1 gia đình khá giàu có. Cậu xuất hiện lần đầu trong tập "The Third", nơi Gumball và Darwin trả cho cậu hai mươi đô la để trở thành bạn của họ. Trong tập "The Knight", cậu diễn lại 1 trận chiến thời Trung cổ với Gumball để cướp lấy Penny. Mặc dù vậy, cậu hay trò chuyện với Gumball và Darwin nhiều lần. Trong tập "The Sorry", Tobias đã bị Gumball và Darwin đánh vì gây sự với họ. Cậu có một người chị gái tên là Rachel Wilson (lồng tiếng bởi Jessica McDonald), người luôn coi mình là tốt đẹp hơn Tobias và hay coi bạn bè của em mình là những kẻ thua cuộc.
Carrie Krueger là một con ma sống trong một lâu đài ma quái và là người thích sự đau khổ. Cô có khả năng dịch chuyển và nhập vào cơ thể sống. Trong tập "The Ghost", cô nhập vào Gumball để cảm thấy hài lòng vì có thể ăn uống mọi thứ. Trong tập "Halloween", cô biến anh em nhà Watterson thành ma để họ có thể tham dự một bữa tiệc Halloween ma tại lâu đài của mình. Và đồng thời, giữa Carrie và Darwin đang có tình cảm với nhau. Bạn có thể thấy được qua tập "The Scam".
Banana Joe Joseph "Banana Joe" là một quả chuối sống. Joe rất hay nóng tính và hay trêu tức Gumball. Trong tập "The Third", Joe đã bày ra những trò kì quặc để kết thân với Gumball và Darwin. Nhiều lần cậu đã tự làm bản thân bị thương bởi chính sự ngốc nghếch của mình.
Teri là một con gấu bằng giấy thường bị cuốn hút bởi những thứ kinh khủng hoặc dơ bẩn như trong tập "The Matchmaker". Nhưng cô luôn chú ý đến sư sạch sẽ như trong tập "The Virus" khi cô bắt Gumball rửa tay. Teri có tính cách là một bác sĩ.
Tina Rex là con khủng long bạo chúa, và là nỗi sợ hãi và ám ảnh của học sinh Trường Trung học Elmore. Cô có tình cảm với Hector. Cô thường nói mình không bạo lực nhưng những hành động mà cô gây nên đủ sức có thể nói là quá tàn bạo. Tina thuộc loài Tyranosaurus.
Hector Jötunheim là một con khỉ đột tử tế với thân hình to lớn đồng thời là học sinh to nhất ở trường trung học Elmore Junior High, cậu ta thường chỉ xuất hiện với hai bàn chân và những ngón chân của cậu ta trên màn hình. Hector là chủ đề của tập "The Colossus", nơi mà mẹ của cậu ta, một phù thủy làm công việc nội trợ – đã tiết lộ rằng cậu ta có thể trở nên nguy hiểm nếu cậu ấy bày tỏ quá nhiều cảm xúc, chẳng hạn như túc giận, buồn bã hoặc phấn khích.
Masami Yoshida là một đám mây sống, giàu có, con gái của chủ nhà máy Rainbow Factory. Bố mẹ cô ấy đã tiết lộ rằng, cô ấy là một người dễ nỗi giận và rõ ràng đã đe dọa và sa thải bố mẹ của bạn học của cô ấy nếu cô ấy không có thứ cô ấy muốn; trong "The Gift", một số bạn học của cô ấy hoảng loạn về việc làm thế nào để tặng cho cô ấy quà sinh nhật thật hoàn hảo vì sợ hãi điều mà bố mẹ cô ấy đã tiết lộ, mặc dù sau đó nó đã được chỉ ra rằng chuyện đó chưa bao giờ thật sự xảy ra và cô ấy thừa nhận rằng cô chỉ muốn được mọi người đối xử giống như một người bình thường. Khi tức giận, cô ấy có khả năng phát triển thành một đám mây bão có khả năng gây ra một lượng sát thương lớn.
Sarah G. Lato là một cây kem ốc quế màu vàng, xuất hiện lần đầu trong "The Banana" với tư cách là một người mới chuyển tới trường trung học Elmore Junior High và lần xuất hiện với vai trò chính đầu tiên trong "The Sweaters", khi cô ấy đang cố bảo vệ Gumball và Darwin khỏi hai cậu học sinh khó tính, nhưng chỉ càng khiến họ gặp thêm nhiều rắc rối. Trong "The Fan", cô ấy được miêu tả như là một fan cuồng của Gumball và Darwin.
Juke là một học sinh chuyển đến trường trung học Elmore từ lục địa quê nhà của cậu, Boomboxembourg. Không ai hiểu được ngôn ngữ cậu nói vì tiếng cậu phát ra chỉ là tiếng trống điện tử và beatbox. Tuy cậu có thể chuyển đổi giữa Voice và Music bằng cần gạt phía sau lưng nhưng do tay cậu quá ngắn nên không thể tự mình làm được (The Boombox).
Sussie thực chất là một cái cằm được dính thêm cặp mắt lắc (googly eyes), cô thường xuất hiện trong một cái váy màu xanh và đôi giày trắng, cô thở bằng miệng và hoàn toàn bị hói. Cô một người kỳ quặc và hay bị bắt nạt, Sussie luôn thể hiện mình là một con người lạc quan, yêu đời và luôn làm theo những điều cô muốn mặc kệ người khác nghĩ như thế nào. Ngoài ra cô cũng rất giàu.
Molly Collins là một con khủng long chân thằn lằn (sauropod), cô có đôi lúc ngại ngùng và cảm thấy bất an. Tuy nhiên có những lúc Molly lại rất lạc quan và yêu đời, nhưng theo như các bạn cùng lớp thì cô lại rất tẻ nhạt. Vì quá tẻ nhạt nên thế giới đã coi cô như một sai lầm và đã bị xóa khỏi thực tại cho tới khi được giải cứu bởi Gumball, Darwin và thầy Small trong the Void.
Jamie là một trong những người chuyên bắt nạt ở trường trung học Elmore và là một tomboy. Vì cô để tóc ngắn che mắt và tính cách cộc cằn nên mọi người hay nhầm cô là con trai. Dáng cô nhỏ nhắn, tóc màu vàng và có hai chiếc sừng trên đầu, da màu xanh lá cây nhạt, ngoại hình của cô khác xa với mẹ mình, Mrs Coach. Có lẽ cô chỉ giống mẹ mình một điểm chính là cô rất mạnh.

#### Nhân viên trường trung học Elmore
Hiệu trưởng Nigel Brown
Hiệu trưởng Nigel Brown (lồng tiếng bởi Lewis MacLeod, mùa 1; Steve Furst, mùa 2 trở đi) là một con sên lông, là hiệu trưởng trường trung học Elmore và là người yêu của Simian. Tiểu sử cho rằng sự lãng mạn của họ đã gây bất lợi cho nghề nghiệp của Brown, làm ông ta không có khả năng điều hành được trường học. Trong "The Fraud", nó được tiết lộ rằng chính Brown đã làm việc như một hiệu trưởng trong 20 năm với bằng tốt nghiệp giả.
Ms. Lucy Simian
Ms. Lucy Simian (lồng tiếng bởi Sandra Dickinson, mùa 1; Hugo Harrison, mùa 2 trở đi) là một con khỉ đầu chó già và một giáo viên chủ nhiệm tàn bạo của lớp Gumball và Darwin học. Bà có niềm vui lớn trong việc đặt cho học sinh của mình những câu đố khó. Bà thường khó chịu, và như vậy làm phản ứng rộng rãi đến toàn bộ nhà trường, an toàn cho Brown, người yêu của bà. Bà có một mối quan hệ thường đối đầu với Gumball, bà nghĩ cậu ta chẳng khác một kẻ gây rối, nhưng có lần bà giả vờ thân với Gumball và Darwin để giành chiến thắng giải thưởng đánh giá giáo viên, và có lần nói lời xin lỗi tới Gumball và Darwin vì đã đổ lỗi trong "The Apology".
Mr. Steve Small
Mr. Steve Small (lồng tiếng bởi Lewis MacLeod, mùa 1; Adam Long, mùa 2 trở đi) là hướng dẫn viên tư vấn Elmore Junior High, một người đàn ông có hình dạng đám mây, quan tâm đến văn hóa Tân Kỳ và sở hữu những phẩm chất hippie. Phương pháp dạy học lập dị và độc đáo của anh thường khó hiểu hơn đối với trẻ em hơn là hữu ích, và mặc dù có ý định tốt, nhưng học sinh thường rời khỏi văn phòng của anh trong sự bối rối và không thấy tốt hơn, nếu không phải là tồi tệ hơn trước khi họ bước vào. Đó là tiết lộ trong tập phim "The Fraud" rằng anh không phải là một công dân Hoa Kỳ, mặc dù hiện giờ chưa rõ anh đơn thuần là sinh ra ở đâu hoặc đã từ bỏ quốc tịch của mình. Anh cũng đề cập đến tình yêu của mình với Janice, mà trong tập phim "The Void", nó được miêu tả là một chiếc xe màu tím chạy bằng "lòng tích cực".
Rocky Robinson
Rockwell "Rocky" Robinson (lồng tiếng bởi Lewis MacLeod, mùa 1; Hugo Harrison, mùa 2, Simon Lipkin, mùa thứ 3 trở đi) là một con rối lông lá màu cam làm những công việc lặt vặt khác nhau trong trường Elmore, chủ yếu là người lao công, nhưng cũng là một nhân viên y tế, một tài xế xe buýt đưa đón học sinh, và trong "The Curse", anh là nhân viên tại văn phòng "Lost and Found". Anh là con trai của Gaylord và Margaret Robinson, hàng xóm bên cạnh nhà Wattersons, và nói chung là anh tốt bụng và thân thiết với học sinh.
Coach Russo
HLV P.E. của Elmore Junior High (lồng tiếng bởi Dan Russell) là một người hình khối 3 chiều lớn, màu hồng, là mẹ của Jamie. Thành viên mới nhất của các nhân viên, bà dạy thể dục để đảm bảo rằng tất cả các học sinh đều khỏe như con gái bà. Bà xuất hiện lần đầu tiên trong "The Coach" và nói bằng một giọng luôn ngây ngô, không bao giờ thể hiện cảm xúc trên khuôn mặt hay trong lời nói của mình.

### Các nhân vật khác
Ông bà nhà Robinson
Gaylord và Margaret Robinson (lồng tiếng bởi Rupert Degas và Teresa Gallagher, mùa 1; Stefan Ashton Frank và Teresa Gallagher, mùa 2 trở đi) là những kẻ thích chỉ trích nhà Wattersons. Ho hay la mắng hàng xóm bên cạnh, là cha mẹ của Rocky. Họ là những con rối màu xám, ghét hàng xóm như một niềm đam mê. Gaylord khinh thường Gumball và Darwin, hai người họ tìm đến ông như thần tượng của mình. Margaret không bao giờ nói, chỉ phát ra âm thanh thông qua tiếng thì thầm "meh meh" khó chịu. Gaylord sở hữu giải Cadillac Coupe de Ville Convertible 1970 mà kết thúc đã bị làm hỏng bởi nhà Watterson, nhiều hơn sự là phiền toái của mình.
Larry Needlemeyer
Laurence "Larry" Needlemeyer (lồng tiếng bởi Kerry Shale) là một thanh niên làm việc tại hầu hết mọi nơi ở Elmore, bao gồm các cửa hàng tạp hóa, cửa hàng tiện lợi, trạm xăng và cửa hàng cho thuê DVD... Anh đã từng được biết đến là "Larry Lười Biếng", người lười nhất ở Elmore, cho đến khi anh bị đoạt mất danh hiệu của mình bởi Richard vào mùa hè năm 1983 và sau đó biến thành một nhân viên chăm chỉ. Larry nói chung là không tin tưởng nhà Wattersons lắm, vì họ thường lôi anh vào rắc rối trong các ngành nghề khác nhau của mình. Điều đó đã được tiết lộ rằng anh làm việc ở khắp mọi nơi chỉ để trả tiền bồi thường thiệt hại của nhà Wattersons gây ra có liên quan đến anh.
Robert "Banana Bob" Banana (lồng tiếng bởi Mic Graves) là một quả chuối sống, là bố của Banana Joe và là chồng của Banana Barbara, lần đầu xuất hiện trong tập "The Responsible". Ông có một cặp ria lớn che khuất cả miệng của mình, từ tập 2 trở đi, ông có thêm lông mày.
 Barbara "Banana Barbara" Banana (lồng tiếng bởi Sandra Searles Dickinsons và Naomi McDonald trong tập "The Singing") là mẹ của Banana Joe và là vợ của Banana Bob, xuất hiện cùng thời điểm với chồng. Cô từng rất thông minh, nhưng vì quá áp lực khi làm việc ở Chanax Inc, cô đã trở nên ngơ ngác và yêu đời thái quá. Cô hay đeo một chiếc nơ trên đầu để lưu giữ lại những kí ức từ sau vụ Chanax Inc. Cô còn có khả năng thay đổi thực tại thông qua các bức tranh của mình, rõ ràng nhất trong các tập "The Shell", "The Oracle" và "The Future".